# Ariranha
Ariranha est une municipalité brésilienne de l'État de São Paulo et la Microrégion de Catanduva.

## Démographie
| Évolution de la population (municipalité) | Évolution de la population (municipalité) | Évolution de la population (municipalité) | Évolution de la population (municipalité) |
| Année                                     | Population                                |                                           | %±                                        |
| ----------------------------------------- | ----------------------------------------- | ----------------------------------------- | ----------------------------------------- |
| 1920                                      | 11 083                                    |                                           |                                           |
| 1940                                      | 7 310                                     |                                           | −34,0%                                    |
| 1950                                      | 8 027                                     |                                           | 9,8%                                      |
| 1960                                      | 8 868                                     |                                           | 10,5%                                     |
| 1970                                      | 5 094                                     |                                           | −42,6%                                    |
| 1980                                      | 5 538                                     |                                           | 8,7%                                      |
| 1991                                      | 5 845                                     |                                           | 5,5%                                      |
| 2000                                      | 7 477                                     |                                           | 27,9%                                     |
| 2010                                      | 8 547                                     |                                           | 14,3%                                     |
| 2022                                      | 7 602                                     |                                           | −11,1%                                    |
| ,                                         |                                           |                                           |                                           |